# 1969 في المملكة المتحدة
فيما يلي قوائم الأحداث التي وقعت خلال عام 1969 في المملكة المتحدة.

## أحداث
- 5 يناير – الخطوط الجوية الأفغانية الرحلة 701

## سياسة

### تعيين في المنصب
- 24 فبراير – جون هيوم عضو برلمان أيرلندا الشمالية.

## رياضة
- 1 يناير – بطولة ويمبلدون 1969
- 19 يوليو – جائزة بريطانيا الكبرى 1969 الفائز جاكي ستيورات.

## أفلام
من الأفلام التي صدرت هذه السنة في المملكة المتحدة:
- 1 يناير – آن ذات الألف يوم من إخراج Charles Jarrott [الإنجليزية]‏.
- 1 يناير – في الخدمة السرية لجلالتها من إخراج بيتر هنت.
- 1 يناير – نساء عاشقات من إخراج كين راسيل.

## برامج ومسلسلات وأنمي
- جيش الآباء

## كتب
من الكتب التي صدرت هذه السنة في المملكة المتحدة:
- 1 يناير – حفلة الهالووين من تأليف أجاثا كريستي.

## مواليد

### يناير
- 5 يناير – بريان ستيل درّاج طريق من المملكة المتحدة.
- 7 يناير – أندي هولمز لاعب كرة قدم إنجليزي.
- 12 يناير – ديفيد ميتشل[1]
- 13 يناير – ستيفن هندري لاعب سنوكر من المملكة المتحدة.[2]
- 17 يناير – نافين أندروز ممثل بريطاني.
- 20 يناير – راي كلوز
- 22 يناير – أوليفيا دابو[3]

### فبراير
- 5 فبراير – مايكل شين[4]
- 6 فبراير – تيم شيروود لاعب كرة قدم.[5]
- 8 فبراير – تيري ويلسون لاعب كرة قدم اسكتلندي.
- 12 فبراير – مارك بيرك لاعب كرة قدم إنجليزي.
- 22 فبراير – شاكا هيسلوب لاعب كرة قدم ترنيدادي.[6]

### مارس
- 9 مارس – بيتر باكلي
- 15 مارس – كيفن ميلر لاعب كرة قدم من المملكة المتحدة.
- 17 مارس – ألكسندر ماكوين مصمم من المملكة المتحدة.[7]

### أبريل
- 3 أبريل – داني سابسفورد لاعب كرة مضرب بريطاني.
- 4 أبريل – كارين برادي
- 21 أبريل – توبي ستيفنز[8]
- 22 أبريل – بيلي ماكينلي لاعب كرة قدم اسكتلندي.[9]
- 22 أبريل – ديون دبلن لاعب كرة قدم إنجليزي.[10]
- 24 أبريل – روري ماكان

### مايو
- 17 مايو – كيث هيل لاعب ومدرب كرة قدم إنجليزي.[11]

### أغسطس
- 7 أغسطس – بول لامبيرت لاعب ومدرب كرة قدم اسكتلندي.[12]
- 11 أغسطس – أشلي جنسن[13]
- 15 أغسطس – كريس سوندرز

### سبتمبر
- 2 سبتمبر – ستيف بول[14]
- 4 سبتمبر – ساشا[15]
- 5 سبتمبر – سبنسر دونكلي
- 8 سبتمبر – غاري سبيد لاعب ومدرب كرة قدم ويلزي.[16]
- 8 سبتمبر – كريس باول[17]
- 24 سبتمبر – شاميم ساريف روائية بريطانية.[18]
- 25 سبتمبر – كاثرين زيتا جونز[19]
- 26 سبتمبر – ديفيد سليد مخرج أفلام من المملكة المتحدة.[20]

### أكتوبر
- 2 أكتوبر – رود والاس لاعب كرة قدم إنجليزي.[21]
- 9 أكتوبر – ستيف ماكوين[22]
- 11 أكتوبر – ستيفن موير ممثل بريطاني.[23]
- 15 أكتوبر – دومينيك واست[24]
- 29 أكتوبر – روني سايز موسيقي بريطاني.
- 31 أكتوبر – أدريان أرشيبالد متسابق دراجات نارية من المملكة المتحدة.

### نوفمبر
- 2 نوفمبر – لوسي هوكينغ صحفية وروائية إنجليزية.[25]
- 5 نوفمبر – جيمي غراهام لاعب كرة قدم.
- 13 نوفمبر – جيرارد بتلر[26]

### ديسمبر
- 13 ديسمبر – توني كوران ممثل بريطاني.[27]
- 14 ديسمبر – ناتاشا ماكليهون ممثلة بريطانية.
- 15 ديسمبر – رالف إنيسون ممثل إنجليزي.
- 19 ديسمبر – ريتشارد هاموند مقدم برامج أعلامي بريطاني.
- 24 ديسمبر – إد ميلباند سياسي بريطاني.[28]
- 24 ديسمبر – مارك ميلر كاتب قصص مصورة اسكتلندي.[29]

## وفيات

### فبراير
- 2 فبراير – بوريس كارلوف (مواليد 1887) ممثل إنجليزي.[30]

### مارس
- 10 مارس – جيمي ويلد (مواليد 1892) ملاكم من المملكة المتحدة.[31]
- 11 مارس – جون ويندهام (مواليد 1903)[32]
- 24 مارس – جون رايت (مواليد 1891) جغرافي من الولايات المتحدة الأمريكية.[33]
- 30 مارس – جيمس بيلامي (مواليد 1881) لاعب ومدرب كرة قدم إنجليزي.[34]

### أبريل
- 15 أبريل – فيكتوريا أوجيني من باتنبرغ (مواليد 1887)[35]

### يونيو
- 16 يونيو – هارولد ألكسندر (مواليد 1891)[36]

### يوليو
- 9 يوليو – هربرت هوفر، الابن (مواليد 1903) سياسي أمريكي.[37]
- 12 يوليو – بيل آيفي (مواليد 1942)

### أغسطس
- 9 أغسطس – سيسل باول (مواليد 1903) فيزيائي بريطاني.[38]
- 14 أغسطس – ليونارد وولف (مواليد 1880)[39]

### سبتمبر
- 7 سبتمبر – غافين ماكسويل (مواليد 1914)[40]
- 22 سبتمبر – بوب كيلي (مواليد 1893) لاعب كرة قدم إنجليزي.

### أكتوبر
- 2 أكتوبر – آرثر آربري (مواليد 1905)[41]

### ديسمبر
- 5 ديسمبر – أليس أميرة باتنبرغ (مواليد 1885)[42]